# 錦糸町
錦糸町（日语：〔〕／ Kinshichō）是日本東京都墨田區的主要商圈之一，一般指JR錦糸町站附近地区。錦糸町為东京的副都心之一，周围有着不少购物休闲的场所，如在錦糸町站南口有着LIVIN、OIOI等购物中心，还有像东京乐天地等休闲场所可供选择。錦糸町站南口还是東京東區有名的风俗街之一。
錦糸町作为东京的重要地区之一，其连接JR总武线、JR中央总武线，以及東京地下鐵半藏门线，西边临近两国，东面临近龜戶，其交通位置也是十分重要。而錦糸町的橫川和龜澤等地則曾是高級住宅區。
錦糸町與江東區的龜戶構成錦糸町、龜戶副都心。

## 概要
錦糸町是東京的「副都心」之一，是東京23區東部的代表區域。錦糸町站可搭乘JR總武線、東京地下鐵半藏門線。

## 地名的由來
現在的JR錦糸町站北口北齋通的位置，過去為「錦糸堀」，本地地名的由來，傳聞是本所七大不可思議的「置行堀」所在地。
另一說法是錦糸堀過去稱為「岸堀」，但正確性無人知曉。

## JR錦糸町站南北
錦糸町以JR錦糸町站分成南北兩側。

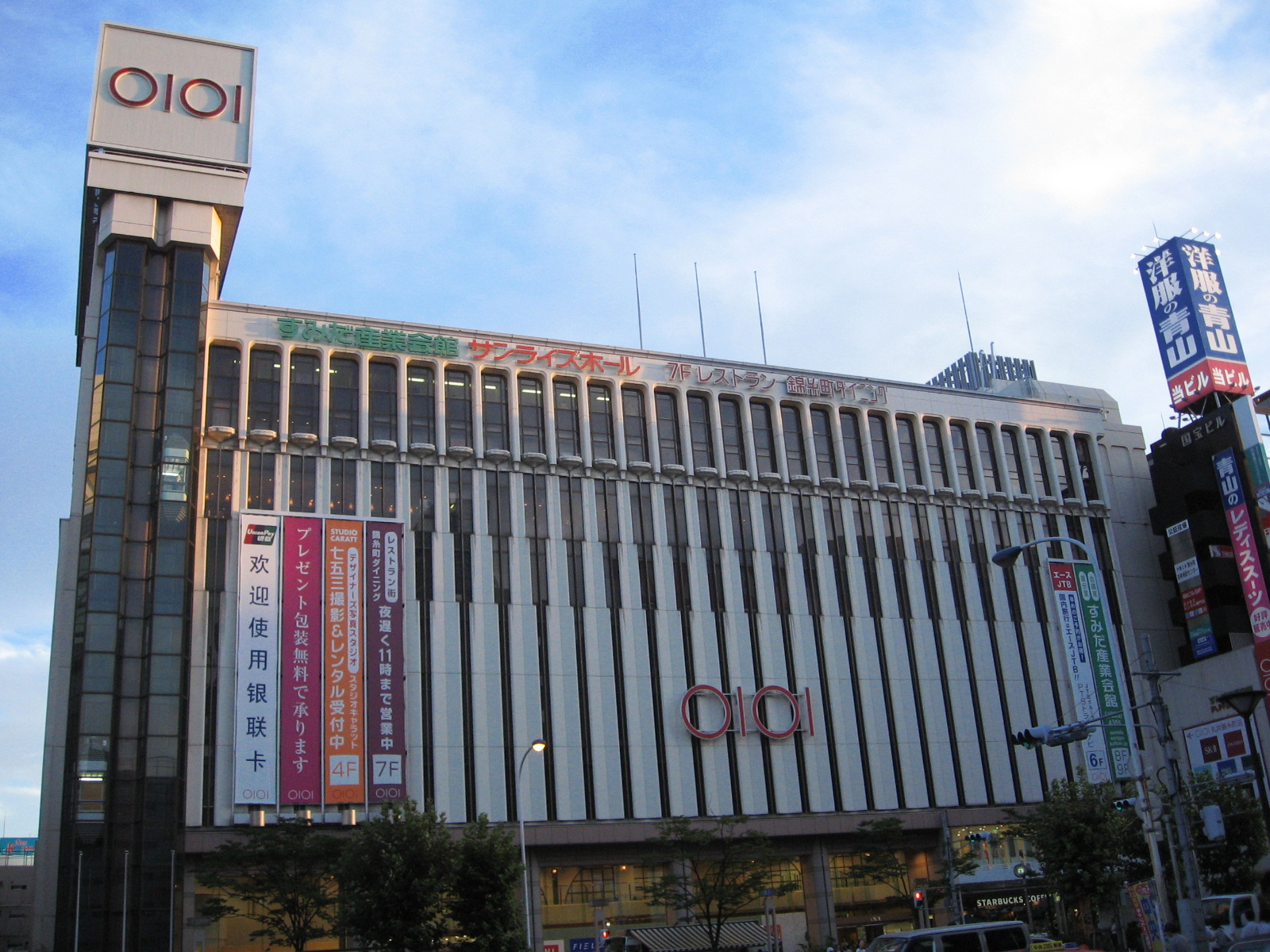
丸井錦糸町店

錦糸町站周邊服飾店、雜貨店、餐廳、點心店、美容院等林立，是城東地區代表住宅區。
南口
東東京重要的風俗店街、場外馬券販賣場WINS、丸井（OIOI）、24小時營業的超市LIVIN（西友）、友都八喜等。與金槍魚塊聞名的鮮魚店「魚寅」也位於車站南口。
車站左邊的四目通上有樂天地。國道14號（京葉道路）往龜戶方向有東京都立墨東醫院。往兩國方面有煞車博物館（ブレーキ博物館）。
防止藥物濫用的口號「不。絕不。」（ダメ。ゼッタイ。）是昭和40年代錦糸町爆發興奮劑擴散事件時，當地警察所發明的口號。　
北口
北口近年進行再開發，呈現與歡樂街的南口不同的氛圍。包括有東京東武黎凡特酒店、新日本愛樂交響樂團總部「墨田三聲音樂廳」等。此外還有皇后伊勢丹與生活百貨「ARCAKIT錦糸町」。
在夜晚或假日時，無論車站南北都可見到各式各樣的街頭音樂家在此表演。OLINAS南側的錦糸公園假日吸引許多運動人口來此。

## 錦糸町河内音頭大盆踊
原是喜愛河內音頭的評論家朝倉喬司所舉辦的活動，錦糸町的町内會為了響應，自1986年起，每年8月底舉辦盆踊大會。無論大人小孩，大家瘋狂的跳舞，成為錦糸町的新名產。